# Île du Derby
För andra betydelser, se Derby (olika betydelser).
Île du Derby är en ö i Antarktis. Den ligger i havet utanför Östantarktis. Frankrike gör anspråk på området.